# Tenis ziemny na Letnich Igrzyskach Olimpijskich 1992
Tenis ziemny na Letnich Igrzyskach Olimpijskich 1992 – turniej tenisowy, który został rozgrywany pomiędzy 28 lipca–8 sierpnia 1992 w Barcelonie. Zawodnicy rywalizowali na obiektach Centro Municipal de Tenis Vall d’Hebron. 177 tenisistów z 48 krajów rywalizowało w czterech konkurencjach: singlu i deblu mężczyzn oraz kobiet.

## Medaliści
| Konkurencja:       | Złoto:                            | Srebro:                                   | Brąz:                                                         |
| Mężczyźni          |                                   |                                           |                                                               |
| singel (szczegóły) | Marc Rosset                       | Jordi Arrese                              | Goran Ivanišević Andriej Czerkasow                            |
| debel (szczegóły)  | Boris Becker Michael Stich        | Wayne Ferreira Piet Norval                | Goran Ivanišević Goran Prpić Javier Frana Christian Miniussi  |
| Kobiety            |                                   |                                           |                                                               |
| singel (szczegóły) | Jennifer Capriati                 | Steffi Graf                               | Mary Joe Fernández Arantxa Sánchez Vicario                    |
| debel (szczegóły)  | Gigi Fernández Mary Joe Fernández | Conchita Martínez Arantxa Sánchez Vicario | Leila Meschi Natalla Zwierawa Nicole Bradtke Rachel McQuillan |

## Tabela medalowa
| Miejsce | Państwo           | Złoto | Srebro | Brąz | Razem |
| ------- | ----------------- | ----- | ------ | ---- | ----- |
| 1       | Stany Zjednoczone | 2     | 0      | 1    | 3     |
| 2       | Niemcy            | 1     | 1      | 0    | 2     |
| 3       | Szwajcaria        | 1     | 0      | 0    | 1     |
| 4       | Hiszpania         | 0     | 2      | 1    | 3     |
| 5       | Południowa Afryka | 0     | 1      | 0    | 1     |
| 6       | WNP               | 0     | 0      | 2    | 2     |
| 6       | Chorwacja         | 0     | 0      | 2    | 2     |
| 8       | Argentyna         | 0     | 0      | 1    | 1     |
| 8       | Australia         | 0     | 0      | 1    | 1     |
|         | Razem             | 4     | 4      | 8    | 16    |